# ويليام كولير جونيور
ويليام كولير جونيور (بالإنجليزية: William Collier Jr.)‏ مواليد 12 فبراير 1902 في نيويورك، نيويورك، الولايات المتحدة - الوفاة 05 فبراير 1987 في سان فرانسيسكو، هو ممثل أمريكي بدأ مسيرته الفنية سنة 1916. شارك في قرابة 89 فيلما. من أعماله وراء الكواليس.

## روابط خارجية
- ويليام كولير جونيور على موقع IMDb (الإنجليزية)
- ويليام كولير جونيور على موقع ألو سيني (الفرنسية)
- ويليام كولير جونيور على موقع ألو سيني (الفرنسية)
- ويليام كولير جونيور على موقع أول موفي (الإنجليزية)
- ويليام كولير جونيور على موقع قاعدة بيانات برودواي على الإنترنت (الإنجليزية)
- ويليام كولير جونيور على موقع قاعدة بيانات برودواي على الإنترنت (الإنجليزية)
- ويليام كولير جونيور على موقع قاعدة بيانات الأفلام السويدية (السويدية)
- ويليام كولير جونيور على موقع قاعدة بيانات الفيلم (الإنجليزية)
- ويليام كولير جونيور على موقع كينوبويسك (الروسية)